# Cameron (hrabstwo Wood)
Cameron – miasto w Stanach Zjednoczonych, w stanie Wisconsin, w hrabstwie Wood.